# Niels Alsing
Niels Jørn Alsing (* 30. April 1943 in Kolding; † 7. Juni 1986 in Aarhus) war ein dänischer Schauspieler.

## Leben
Niels Alsing absolvierte seine Schauspielausbildung von 1968 bis 1971 in Odense. Seine Lehrerin war Avi Sagild. Er spielte an verschiedenen Theatern in Dänemark in zahlreichen Theaterstücken mit, so auch in dem Musical West Side Story. Eine Theatertournee führte ihn in den 1970er-Jahren auch durch die Vereinigten Staaten. Er stand von 1973 bis zu seinem Tod in mehr als 20 Film-und-Fernsehproduktionen als Schauspieler vor der Kamera, dabei war er zumeist in Nebenrollen besetzt. So wirkte er auch in den Fernsehserien Oh, diese Mieter!, Die Leute von Korsbaek und Privatdetektiv Anthonsen sowie auch in zwei Filmen der Olsenbande-Reihe mit.
Niels Alsing heiratete im April 1972 eine Polin. Die Ehe blieb kinderlos. Er starb am 7. Juni 1986 im Alter von 43 Jahren in Aarhus. Er wurde dort auf dem Holmens-Kirkegard beigesetzt.

## Filmografie (Auswahl)
- 1973: Højt spil om tændstikker
- 1978: Strandvaskeren
- 1984: Rainfox
- 1985: Elise